# SJ Ra
De Ra of Rapid was een elektrische locomotief, bestemd voor het personenvervoer met snelle expresstreinen van de Zweedse spoorwegonderneming Statens Järnvägar (SJ).

## Geschiedenis

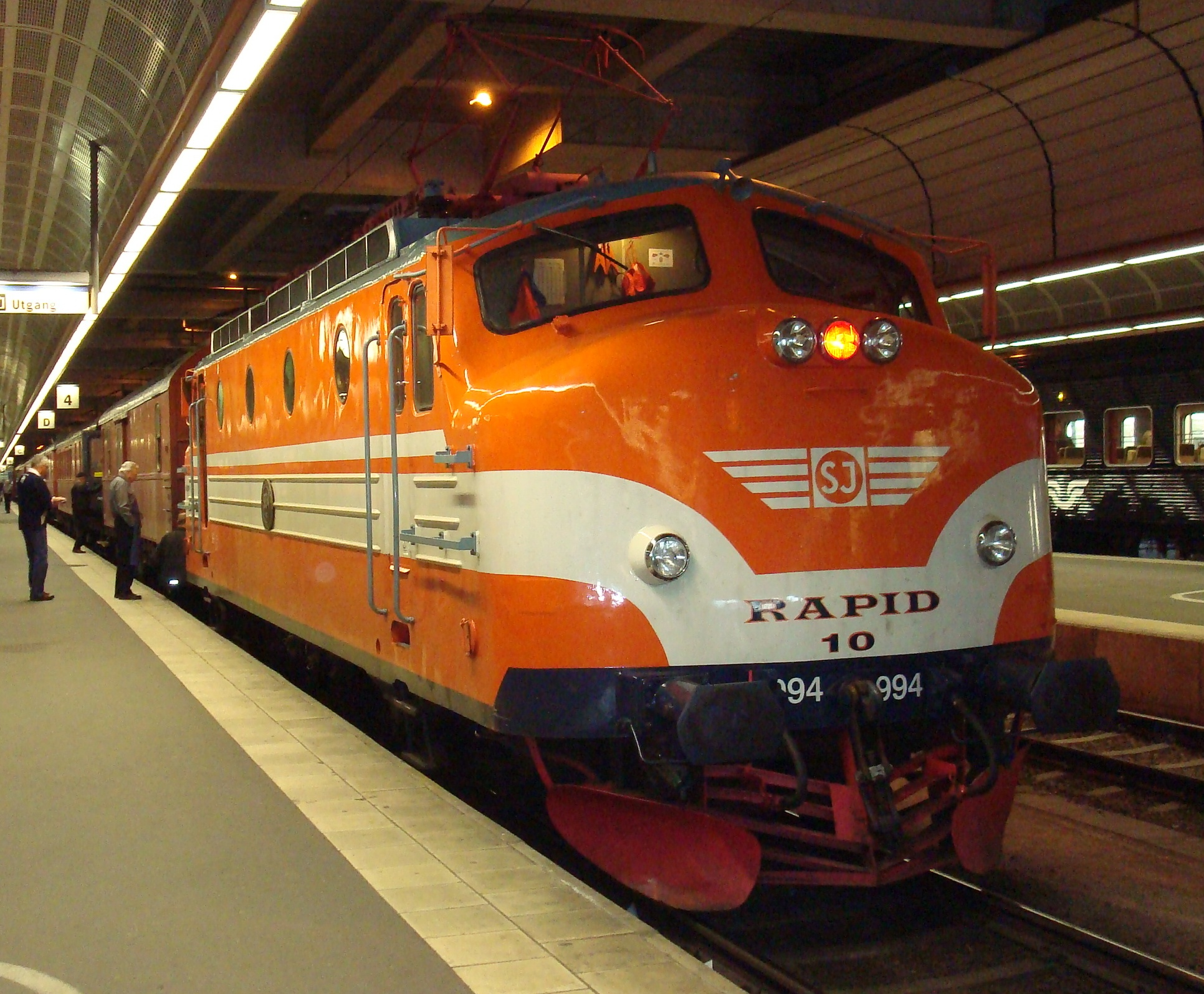
SJ-locomotief Ra994 (Rapid 10) in het Centraal station van Stockholm.

De locomotieven werden ontwikkeld door ASEA, die de bouw van de elektrische installatie voor zijn rekening nam. Bij de bouw van de locomotiefkasten waren ook NOHAB en Falun betrokken.
De eerste twee locomotieven werden in 1955 afgeleverd. Door het succes besloot de SJ een vervolgserie van acht locomotieven te bestellen, die in 1961 in dienst kwamen. Naast de nummers Ra846-847 en Ra987-994 droegen de tien machines de aanduiding Rapid met de nummers 1-10. De maximumsnelheid van 150 km/h werd weinig gebruikt, omdat het Zweedse spoorwegnet toen een maximum kende van 130 km/h.
Het is bij een kleine serie van tien stuks gebleven, omdat deze lichtgewicht locomotieven trekkracht tekortkwamen. Vanuit de TGOJ-serie Bt en de SJ-proefserie Rb ontwikkelde men een locomotieftype Rc dat universeler bruikbaar was dan de vooral voor hoge snelheden gebouwde Ra. Door de instroom van nieuwe Rc-locomotieven vanaf de jaren 1970 werden de Rapids op hun traject Stockholm - Eskilstuna overbodig. Vanaf 1996 werden zij afgevoerd.
Twee exemplaren bleven bewaard: de Ra846 en Ra988 (in de oorspronkelijke oranje kleur als Rapid 4) worden beheerd door het Zweeds Spoorwegmuseum te Ängelholm en Gävle.

## Constructie en techniek
De locomotief heeft een stalen frame en staat op twee draaistellen met twee assen met op iedere as een motor (zg. "tramophanging"). Door de opvallende, voor die tijd moderne vorm van de locomotiefkast, met de machinistencabines boven gestroomlijnde 'neuzen', maakten de Ra's een 'Amerikaanse' indruk. Ook door de oranje kleur met witte band week deze serie duidelijk af van de bruine, hoekige elektrische locomotieven die de SJ tot dan toe in dienst had.

## Nummers
De locomotieven werden door de SJ als volgt genummerd en voorzien van de namen:
| Lijst van namen |          |
| eerste serie:   |          |
| Ra846           | Rapid 1  |
| Ra847           | Rapid 2  |
| tweede serie:   |          |
| Ra987           | Rapid 3  |
| Ra988           | Rapid 4  |
| Ra989           | Rapid 5  |
| Ra990           | Rapid 6  |
| Ra991           | Rapid 7  |
| Ra992           | Rapid 8  |
| Ra993           | Rapid 9  |
| Ra994           | Rapid 10 |

## Treindiensten
De locomotieven werden door de Statens Järnvägar (SJ) ingezet voor onder meer het personenvervoer vanuit de steunpunten Hagalund en Hjänstgöring.